# Regions Morgan Keegan Championships and the Cellular South Cup 2010 - Qualificazioni singolare maschile
Le qualificazioni del singolare maschile del Regions Morgan Keegan Championships and the Cellular South Cup 2010 sono state un torneo di tennis preliminare per accedere alla fase finale della manifestazione. I vincitori dell'ultimo turno sono entrati di diritto nel tabellone principale. In caso di ritiro di uno o più giocatori aventi diritto a questi sono subentrati i lucky loser, ossia i giocatori che hanno perso nell'ultimo turno ma che avevano una classifica più alta rispetto agli altri partecipanti che avevano comunque perso nel turno finale.
Le qualificazioni del Regions Morgan Keegan Championships and the Cellular South Cup  2010 prevedevano 16 partecipanti di cui 4 sono entrati nel tabellone principale.

## Teste di serie
1. Santiago Giraldo (primo turno)
2. Tejmuraz Gabašvili (primo turno)
3. Kevin Kim (ultimo turno)
4. Jesse Levine (ultimo turno)

1. Kevin Anderson (Qualificato)
2. Robert Kendrick (Qualificato)
3. Ryan Harrison (primo turno)
4. Paul Capdeville (primo turno)

## Qualificati
1. Ryan Sweeting
2. Kevin Anderson

1. Robert Kendrick
2. Ryan Harrison

## Tabellone

### Legenda
| - Q = Qualificato - WC = Wild card - LL = Lucky loser | - ALT = Alternate - SE = Special Exempt - PR = Protected Ranking | - w/o = Walkover - r = Ritirato - d = Squalificato |

### Sezione 1
|  | Primo turno | Primo turno      | Primo turno      | Primo turno | Primo turno |  |  | Ultimo turno  | Ultimo turno  | Ultimo turno | Ultimo turno | Ultimo turno |  |
|  |             |                  |                  |             |             |  |  |               |               |              |              |              |  |
|  |             | Ramón Delgado    | Ramón Delgado    | 6           | 7           |  |  |               |               |              |              |              |  |
|  | 1           | Santiago Giraldo | Santiago Giraldo | 1           | 65          |  |  | Ramón Delgado | Ramón Delgado | 5            | 6            | 1            |  |
|  |             | Ryan Sweeting    | Ryan Sweeting    | 6           | 6           |  |  | Ryan Sweeting | Ryan Sweeting | 7            | 2            | 6            |  |
|  | 8           | Paul Capdeville  | Paul Capdeville  | 2           | 3           |  |  |               |               |              |              |              |  |

### Sezione 2
|  | Primo turno | Primo turno    | Primo turno    | Primo turno | Primo turno |  |  | Ultimo turno | Ultimo turno   | Ultimo turno | Ultimo turno | Ultimo turno |  |
|  |             |                |                |             |             |  |  |              |                |              |              |              |  |
|  |             | Donald Young   | Donald Young   | 7           | 7           |  |  |              |                |              |              |              |  |
|  | 2           | T Gabašvili    | T Gabašvili    | 62          | 64          |  |  |              | Donald Young   | 4            | 7            | 3            |  |
|  | 5           | Kevin Anderson | Kevin Anderson | 6           | 6           |  |  | 5            | Kevin Anderson | 6            | 65           | 6            |  |
|  |             | Jesse Witten   | Jesse Witten   | 2           | 3           |  |  |              |                |              |              |              |  |

### Sezione 3
|  | Primo turno | Primo turno     | Primo turno     | Primo turno | Primo turno |  |  | Ultimo turno | Ultimo turno    | Ultimo turno    | Ultimo turno | Ultimo turno |  |
|  |             |                 |                 |             |             |  |  |              |                 |                 |              |              |  |
|  | 3           | Kevin Kim       | Kevin Kim       | 7           | 6           |  |  |              |                 |                 |              |              |  |
|  |             | Michael McClune | Michael McClune | 65          | 4           |  |  | 3            | Kevin Kim       | Kevin Kim       | 2            | 1            |  |
|  | 6           | Robert Kendrick | Robert Kendrick | 6           | 6           |  |  | 6            | Robert Kendrick | Robert Kendrick | 6            | 6            |  |
|  |             | Damien Spizzo   | Damien Spizzo   | 2           | 2           |  |  |              |                 |                 |              |              |  |

### Sezione 4
|  | Primo turno | Primo turno    | Primo turno    | Primo turno | Primo turno |  |  | Ultimo turno | Ultimo turno  | Ultimo turno | Ultimo turno | Ultimo turno |  |
|  |             |                |                |             |             |  |  |              |               |              |              |              |  |
|  | 4           | Jesse Levine   | Jesse Levine   | 6           | 6           |  |  |              |               |              |              |              |  |
|  |             | A Bogomolov Jr | A Bogomolov Jr | 4           | 4           |  |  | 4            | Jesse Levine  | 6            | 3            | 1r           |  |
|  |             | Ryan Harrison  | 4              | 7           | 6           |  |  |              | Ryan Harrison | 4            | 6            | 2            |  |
|  | 7           | Michael Yani   | 6              | 6(1)        | 4           |  |  |              |               |              |              |              |  |